# دين مارتن (لاعب كرة قدم)
دين مارتن (بالإنجليزية: Dean Martin)‏ (31 أغسطس 1972 في المملكة المتحدة - ) هو لاعب كرة قدم بريطاني في مركز الوسط. لعب مع آي بي في وابروتاباندلاج أكرانيس وستيفيناغ بوروه وكولتشستر يونايتد وناتسبيرنوفلاغ أكوريرار ونادي برينتفورد ونادي بوهيميان ونادي هيرفورد ووست هام يونايتد ونادي إيسترن سبورتس ونادي كيترينغ تاون وهونغ كونغ رينجرز ونادي فيشر أثليتيك.

## وصلات خارجية
- دين مارتن على موقع قاعدة بيانات كرة القدم.إي يو (الإنجليزية)
- دين مارتن على موقع Soccerbase.com (لاعب) (الإنجليزية)